# Ümit Kurt
Ümit Kurt (Osmaniye, 2 maggio 1991) è un calciatore turco, difensore del 24 Erzincanspor.

## Carriera
Difensore centrale o terzino sinistro, il 13 gennaio 2013 il Sivasspor ne rileva le prestazioni in cambio di 450000 €.